# ۳
۳ یا سه، عددی در اعداد طبیعی و سومین عدد از اعداد طبیعی یک رقمی است. عدد سه، چهارمین عدد حسابی می‌باشد. این عدد در مجموعه اعداد اول جای دارد.
عددی بر ۳ بخش پذیر که مجموع ارقام آن بر ۳ قابل قسمت باشد.